# Sriwijaya Air
Sriwijaya Air is een Indonesische luchtvaartmaatschappij met haar thuisbasis in Jakarta.

## Geschiedenis
Sriwijaya Air is opgericht in 2003.

## Vloot
De vloot van Sriwijaya Air bestaat uit:

## Ongeval
Op 9 januari 2021 verliest Sriwijaya Air-vlucht 182 kort na het opstijgen van de luchthaven Soekarno-Hatta, snel hoogte, ruim 3000 meter binnen 1 minuut. Het betreft een Boeing 737-500, met 62 mensen aan boord.